# (73675) 1988 CF
(73675) 1988 CF – planetoida z pasa głównego asteroid okrążająca Słońce w ciągu 4,14 lat w średniej odległości 2,58 j.a. Odkryta 8 lutego 1988 roku.